# Belsunce (Marseille)
Pour les articles homonymes, voir Belsunce.
Belsunce est un des quartiers du centre-ville de Marseille, près de la Canebière. Son nom fait référence à François-Xavier de Belsunce de Castelmoron, évêque de Marseille resté célèbre pour son dévouement lors de la peste de Marseille. Après la révolution républicaine de 1848, les édiles Marseillais, conservateurs sur le plans politiques et religieux, et pris de passion pour la mémoire de Mgr Belsunce, décident de lui ériger une statue dans l’espace public majeur qu'est le Cours et de donner à celui-ci le nom de l'évêque. Par extension le quartier traversé par le cours Belsunce va devenir le quartier Belsunce. Le découpage administratif de Marseille en 111 quartiers du 18 octobre 1946 va utiliser aussi cette dénomination.
Le quartier est globalement délimité par la Canebière au sud, le cours Belsunce à l’ouest, le boulevard d'Athènes et le boulevard Dugommier à l’est et le boulevard Charles-Nédelec au nord. L'avenue principale est le cours Belsunce, perpendiculaire à la Canebière, qui se prolonge par la rue d'Aix jusqu'à la place Jules-Guesde.
Le quartier Belsunce se situe dans l'hypercentre de Marseille. Au nord, il est attenant au quartier Saint-Lazare et des Grandes Carmes. Au sud, le quartier Thiers, Noailles ou Opéra. À l'est, il rejoint celui de Saint-Charles ou Chapitre. À l'ouest, il est délimité par le quartier de l'Hôtel de ville.
Belsunce est un quartier populaire et abrite le Centre Bourse, grand centre commercial du centre-ville de Marseille, et l'Alcazar, ancienne salle de spectacle reconvertie en bibliothèque. On y trouve de nombreux commerces de vêtements à bas prix.

## Histoire

### Préhistoire et Antiquité
Près du Centre Bourse, le Jardin des Vestiges atteste l'ancienneté du quartier de Belsunce. Ce jardin abrite les vestiges archéologiques du Port antique de Marseille et la plus ancienne découverte daterait du VIe siècle av. J.-C.  Des travaux survenus en 1967 ont permis de découvrir les fortifications grecques de Marseille, une partie de l'ancien port et des enclos funéraires. Les fouilles mettent en évidence la présence de l'exploitation de carrières d'argile sur le site de l'Alcazar, selon une cadastration du VIe siècle av. J.-C., où s'est développé ensuite une culture de la vigne et d'autres plantations.

### Moyen Âge
L'ordre des Franciscains, représentés par les Frères mineurs et Saint François d'Assise, bâtissent en 1215 un couvent entre les rues Vincent Scotto et Tapis-Vert. Le couvent des frères Mineurs fut choisi pour être la sépulture de Saint Louis d'Anjou, décédé en 1297.

### Les Temps modernes
En 1524, le couvent est détruit pour faciliter la défense de la ville lors du siège de Charles III de Bourbon aux ordres de Charles Quint. La ville résiste à l'armée du Saint-Empire romain germanique.
Fin 1670, le cours Belsunce est inauguré. À l'origine « cours Saint-Hommebon », anciennement « Le Cours » ou « Le Grand Cours » puis « cours de la Fédération » le 3 octobre 1870 et enfin le « cours des Phocéens » à la Révolution. Construit avec le concours de Pierre Puget, il s'agissait d'une des plus belles places de l'Europe baroque. À l'origine construite « en manière de palais » à l'italienne avec de nombreux balcons à caryatides ou atlantes sur les hôtels particuliers, elle fut détruite après 1850. Il était le rendez-vous des élégantes de la bourgeoisie marseillaise. La disparition de son architecture est le résultat du percement de la rue Colbert, de la négligence et de la création du quartier de la Bourse.
En 1720, le quartier est touché par l'épidémie de peste qui s'étend dans toute la ville. Le cours prend le nom de Belsunce en 1852 en hommage à Monseigneur François-Xavier de Belsunce-Castelmoron, évêque de Marseille, qui est célèbre pour son dévouement lors de ce mouvement de peste.
En 1792, La Marseillaise est chantée pour la première fois rue Thubaneau, à la place de l'actuel Mémorial de la Marseillaise. Composé par Rouget de Lisle à Strasbourg, l'hymne est chanté pour la première fois par François Mireur à Belsunce où elle soulève l'enthousiasme et devient la Marseillaise.

### Époque contemporaine (après 1789)
De 1811 à 1836, la mémorialiste Julie Pellizzone décrit les mœurs phocéennes de son temps dans Journal d'une Marseillaise depuis son domicile à l'angle de la rue du Tapis Vert et du Cours Belsunce.
Le 10 octobre 1857, le théâtre de l'Alcazar-Lyrique est inauguré. La décoration « fantaisie mauresque » d'Étienne Demolins s'inspire de l'Alhambra de Grenade. Il reçoit des artistes locaux et des célébrités parisiennes et devient un lieu de référence de la pantomime. En 1873, un incendie détruit le théâtre et sa rénovation survient en 1889. Il est le temple de l'opérette dans l'entre-deux guerres. En 1932, il devient un cinéma avec music-hall et son intérieur est détruit en 1980. Il devient une bibliothèque à vocation régionale en 2004.
En 1892, la ligne Belsunce - Saint-Louis est la première ligne de système trolley électrique en France.

### XXesiècle
Dans les années 1960-70, Belsunce devient un axe central de l'histoire de l'immigration à Marseille. Plusieurs vagues d'immigration sont recensées avec l'accueil d'une population espagnole, arménienne, juive et africaine du Nord. Il connaît l'enracinement de familles maghrébines immigrées, connues pour être une population commerçante et une élite économique locale. Au fil du temps, la population asiatique s'est substituée à la population maghrébine par le biais de l'ouverture de nombreux grossistes dans le textile.
Après un laisser à l'abandon, le quartier Belsunce et du Panier sont ciblés par la municipalité de Gaston Defferre dans les années 1980 pour procéder à une réhabilitation du centre ancien.

### XXIesiècle
Depuis 2018, le quartier participe à l'opération « Grand Centre-Ville » qui est un vaste projet de rénovation du centre de Marseille visant l'habitat, les équipements urbains et l'espace urbain. L'un des objectifs est la piétonisation mais aussi la végétalisation des rues,.

## Culture locale et patrimoine

### Musées et lieux d'exposition
- Musée d'Histoire de Marseille consacré à l'histoire de la ville. Fondé en 1983 et rénové en 2013, il abrite le site du Port antique, un espace d'exposition temporaire, un centre de documentation et un auditorium.

- Mémorial de la Marseillaise, ancienne salle du Jeu de Paume où le « Chant de l'Armée du Rhin » a été baptisé la Marseillaise. Lieu culturel unique en son genre inauguré en 2011.

- L'Alcazar. Ancienne salle de spectacle en 1857 et aujourd'hui bibliothèque municipale depuis 2004 sur le cours Belsunce.

- La Halle Puget attribuée à l'architecte Pierre Puget datant de 1666. Elle remplace l'ancienne halle aux poissons de la place Vivaux. Depuis plusieurs années, elle est le théâtre de projets participatifs de l'association artistique Les têtes de l'Art.

- La galerie Mourlot du Jeu de Paume ouverte depuis 1999. Elle accueille des œuvres de peintres contemporains.

- La galerie La compagnie ouverte depuis 1990. Des ateliers de création et de grandes expositions font la promotion de l'art contemporain.

#### Anciens musées
- Musée de la Marine et de l'Économie dans le Palais de la Bourse depuis 1989. Il ferme ses portes en 2018[10].
- MuSaMa, le Musée du Savon de Marseille à vocation scientifique et culturelle était ouvert de 2018 à 2020[11].

### Espaces culturels
- Théâtre de l'Œuvre créé en 1937, un des derniers théâtres à l'italienne de Marseille. Actuelle salle de spectacles, résidence d'artistes, activités associatives et de l'hébergement social porté par le projet « Toit-Théâtre de l'œuvre » de 2016.

- Cinéma Les Variétés, cinéma à la programmation Art et Essai qui organise des festivals et avant-premières avec un espace bar.

- Cinémathèque de Marseille depuis 1975. Elle a pour mission de récupérer, sauvegarder et restaurer les films mais aussi de les diffuser lors de séances régulières.

- La société de Géographie de Marseille, société culturelle depuis 1876[12].

- L'institut Berbère, lieu culturel pour la promotion et la valorisation de la culture berbère.

- Le Tiers QG, salle d'exposition de l'association d'art contemporain Manifesta13 pour la promotion d'initiatives civiles.

- Coco Velten, espace culturel et solidaire[13].

- Bibliothèque universitaire Bernard du Bois, site de la faculté d'économie.

### Fêtes et animations culturelles
- La foire à l'ail et aux taraïettes, dite aussi foire de la Saint-Jean, existait depuis le milieu du XVe siècle. Plus ancienne foire de Marseille, elle se déroulait annuellement de la mi-juin à la mi-juillet. Elle disparaît en 2008.

- Les Belsunciades, fête annuelle du quartier de Belsunce. Elle réunit des soirées, contes, expositions, concerts, théâtre, musiques du monde.

### Musique
La chanson rap Belsunce Breakdown de Bouga, extrait de la bande originale du film Comme un aimant, évoque la vie du quartier.

« …Tout part et vient d'ici. Tu contestes ? Prépare ton testament gars. Belsunce, fleuron des quartiers phocéens. Coincé entre la gare et le vieux port, on n'est pas les plus à plaindre. À domicile comme à l'extérieur, on sévit sur les cafards comme le Baygon »

— Bouga, Belsunce Breakdown, B.O.

### Lieux d'enseignement
- Faculté des Sciences économiques par l'architecte D.Alet en 1988 qui reprend un hôpital du XVIIe siècle. Vue sur la place de la Halle Puget.

- École Nationale Supérieure de Paysage (E.N.S.P.), site de Marseille.

- Le Centre de Formation de la Bourse du Travail CFBT, pôle interprofessionnel de formation.
- École maternelle Hôtel des Postes.
- École maternelle Parmentier.
- École élémentaire Maurice Korsec.
- École primaire privée Notre Dame Saint-Théodore.

## Patrimoine architectural

### Immeubles historiques et hôtels particuliers
- Palais de la Bourse ou Chambre de commerce et d'Industrie métropolitaine conçu par l'architecte Pascal Coste de 1852 à 1860. Il abrite également le musée de la Marine.
- Building Canebière par les architectes René Egger, Fernand Pouillon et Jean-Louis Sourdeau en 1952. Construit sur les ruines du magasin des Nouvelles Galeries ayant subi un incendie en 1938, l'immeuble est labelllisé « Patrimoine du XXe siècle ».
- Tours Labourdette, groupe d'immeubles de trois tours édifiées dans les années 1960 par l'architecte Jacques Henri-Labourdette. Label « Patrimoine XXe siècle » depuis 2007.
- Centre Bourse, premier centre commercial du centre-ville dessiné par le cabinet d'architectes Moatti-Rivière. Ouvert en 1977, il accueille 8 millions de visiteurs par an[14].
- Crédit foncier d'Algérie et de Tunisie par l'architecte P. Ponsard en 1918. Ancienne banque avec des touches baroques.

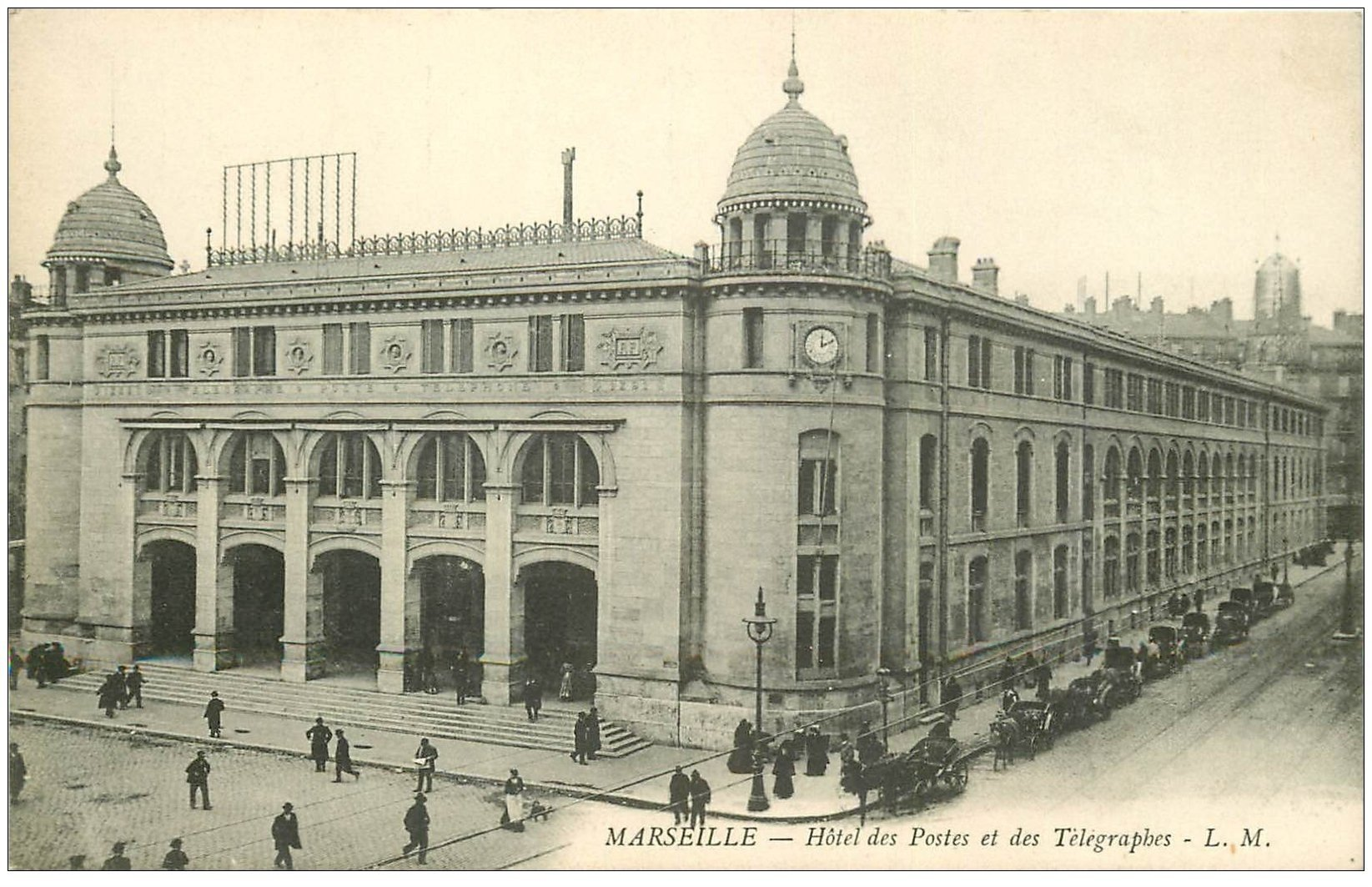
Hôtel des Postes, Marseille.

- Hôtel des Postes ou ancienne Poste Colbert par l'architecte Joseph Huot en 1891. Œuvre monumentale de style Art Nouveau[15].
- Hôtel particulier Pesciolini du XVIIe siècle à l'angle de la rue d'Aix.
- Hôtel particulier de Jean Joseph ou Hubaud datant de 1668, ancienne agence de l'architecte Fernand Pouillon.
- Hôtel Splendide, Grand Hôtel de Russie et d'Angleterre. Ancien hôtel de luxe de la fin du XIXe siècle, il devient le Centre régional de documentation pédagogique (CRDP) de l'académie d'Aix-Marseille en 1979. Il joue un rôle important durant le régime de Vichy[16].
- Auberge des Deux Pommes ou Hôtel des Deux Mondes. Auberge de voyageurs datant du XVIIe siècle sur le cours Belsunce.
- Halle et Îlot Velten, anciennes brasseries de la Méditerranée installées en 1826 par Jacques Velten. Aujourd'hui espace de multiples activités, il abrite notamment la Cité de la Musique[17].
- Casa Ortega, domicile du célèbre joueur de castagnettes Juan Sebastián Ortega et lieu de rendez-vous de musiciens et d'artistes de passage dans les années 1950. Chambre d'hôtes depuis 2012.
- Caserne des marins-pompiers de la Canebière créé en 1939 après l'incendie des Nouvelles Galeries du 28 octobre 1938.
- Maison Trabuc, spécialiste de la fabrication de tampons et gravures depuis 1896. Labellisée « Entreprise du patrimoine vivant ».

### Édifices religieux
- Église de la Mission de France, anciennement nommée église de Saint-Pie X, construite entre 1648 et 1673 par les lazaristes sous Louis XIV. Confiée aux Jésuites en 1839 par Mgr Eugène de Mazenod, l'église est complètement restaurée dès 1844.
- Église Saint-Cannat dite « des Prêcheurs ». Ancien couvent des Dominicains ou Frères prêcheurs de l'ordre Saint-Dominique de 1215 détruit en 1524. Reconstruction en 1619. Depuis 2008, elle est le siège de la divine liturgie de rite byzantin par la Métropole orthodoxe roumaine d'Europe occidentale et méridionale.
- Église des Augustins dite « de Saint-Ferréol » construite entre 1447 et 1588 par la communauté des Augustins. Façade de 1874.
- Église Saint-Théodore est une église paroissiale construite en 1648, elle constitue le dernier élément de l'ancien couvent des Récollets.

### Monuments et œuvres urbaines

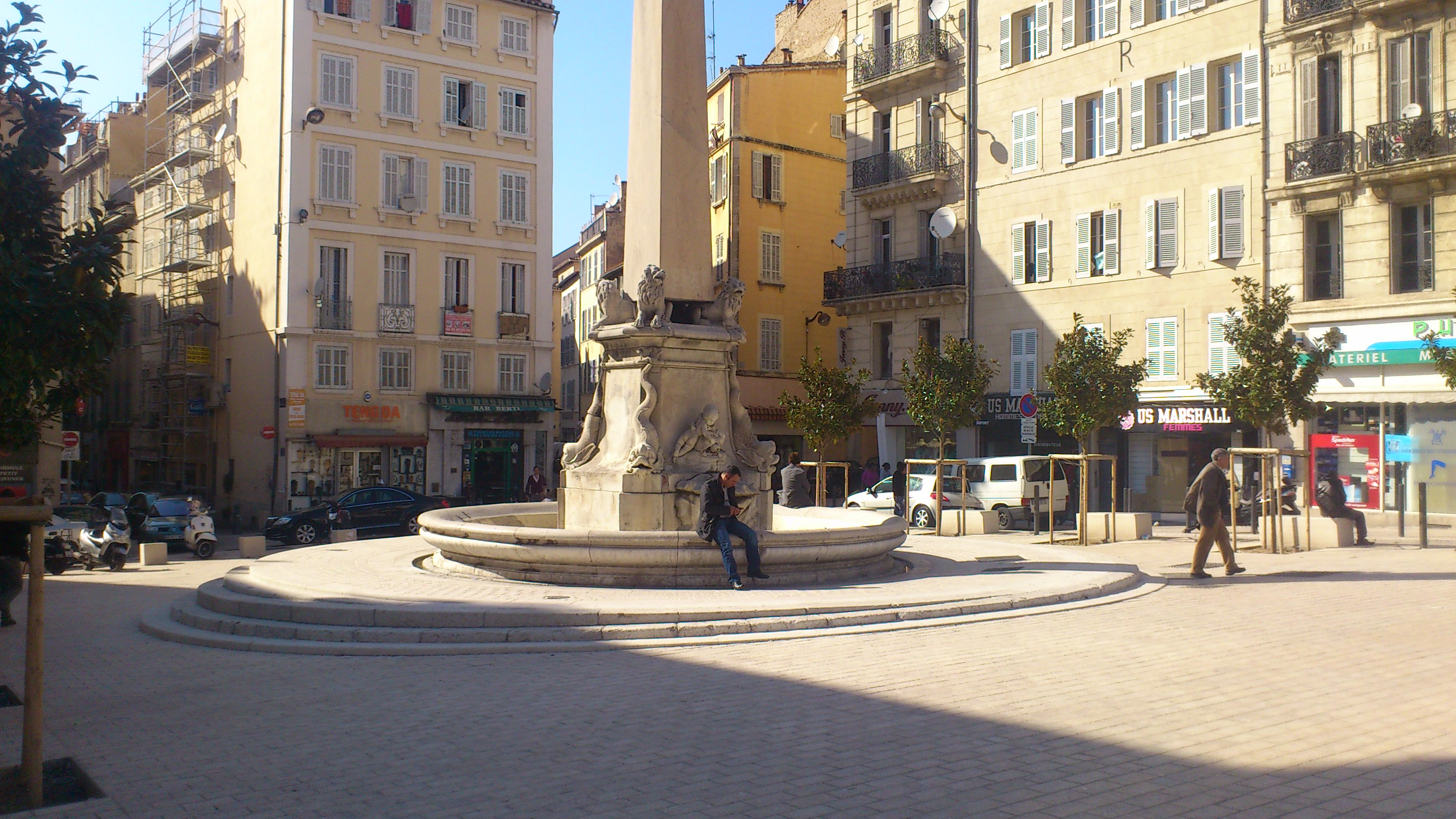
Fontaine Fossati (1778), place des Capucines.

- Fontaine Fossati, seule fontaine classée monuments historiques à Marseille, édifiée par le sculpteur Dominique Fossati en 1778 sur la place des Capucines.
- Rocher de marbre blanc, sculpture urbaine du plasticien Daniel Pontoreau.
- Parapluie géant en acier À l'abri d'un Regard, du sculpteur Sébastien Zanello, devant la Halle Puget.
- Le Cavalier, sculpture urbaine de André Lauro s'inspirant de la légende du roi Arthur.
- Capsule sous-marine, tourelle de plongée expérimentale devant le palais de la Bourse. Elle a été conçue en 1967 par les chantiers et ateliers des forges de la Loire.
- Plaque au roi Alexandre Ier de Yougoslavie et à Louis Barthou, plaque commémorative de leur assassinat le 9 octobre 1934.
- Sculpture de Pythéas du XIXe siècle, par le sculpteur Auguste Ottin sur la façade du palais de la Bourse.
- Détournement de la Canebière par Pierre Delavie de 2013 à 2014. Installation monumentale d'un trompe l'œil sur le palais de la Bourse[18].

### Rues et places principales
- Cours Belsunce.
- Canebière, limite sud.
- Boulevard d'Athènes, limite est.
- Boulevard Dugommier.

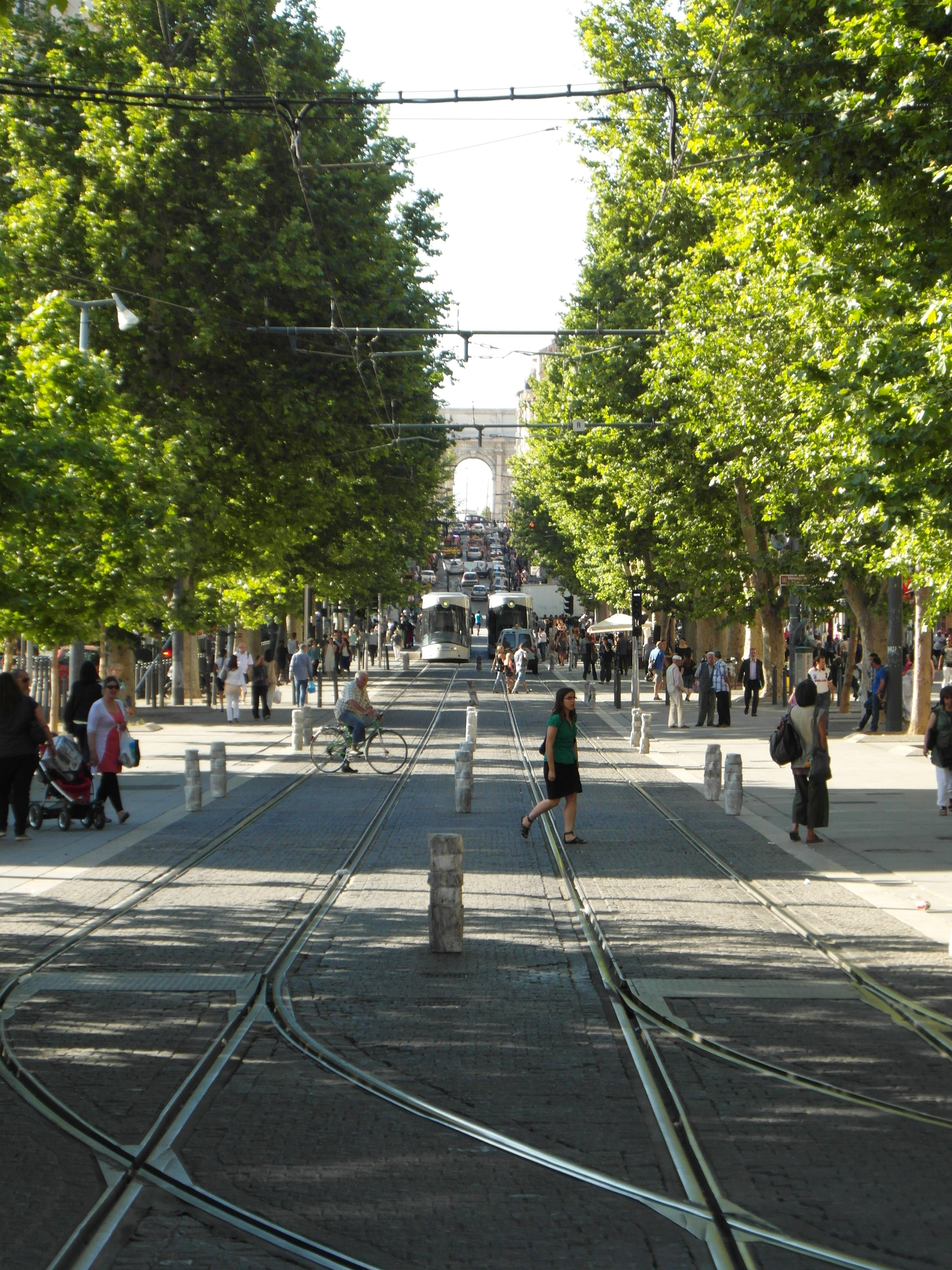
Le Cours Belsunce et son tramway, vue sur la Porte d'Aix.

- Boulevard Charles-Nédelec, limite nord.
- Rue de la République, limite ouest.
- Rue Thubaneau.
- Rue du Tapis-Vert.
- Rue Nationale.
- Rue Colbert.
- Place des Capucines, ancienne place des Fainéants.
- Square Louise-Michel.

### Jardins
- Jardin des Vestiges, port antique de Marseille. Vestiges archéologiques de l'histoire de Marseille à l'Antiquité. Ouverture en 1967 par l'architecte paysagiste Joël-Louis Martin.
- Jardin du Baignoir, jardin communautaire.

## Lieux remarquables disparus

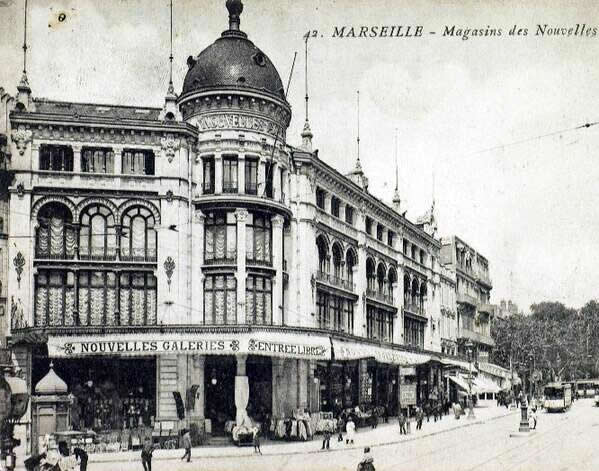
L'ancien magasin des Nouvelles galeries, avant 1938.

- Site du Néolithique résultant de fouilles archéologiques menées en 2005 par l'INRAP. Recouvert par une résidence étudiante rue Bernard du Bois[19].

- Le couvent des frères Mineurs construit en 1215 et détruit en 1524.

- Les Grands bains et étuves de la rue du Baignoir, anciens bains du XVIIe siècle.

- L'Atelier Nadar, atelier photographique du XIXe siècle. Félix Tournachon, premier grand portraitiste de l'histoire de la photographie, s'établit au 77 La Canebière en 1897. Le site disparaît en 2014 dans un effondrement[20].

- Le magasin des "Nouvelles Galeries" ouvert le 26 septembre 1901 sur 3 500 mètres carrés. Destruction dans le terrible incendie de 1938. Il est remplacé par le "Building Canebière".

## Galerie

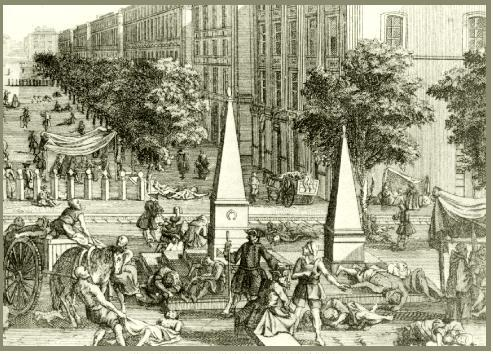
Gravure du quartier Belsunce durant la peste de Marseille.
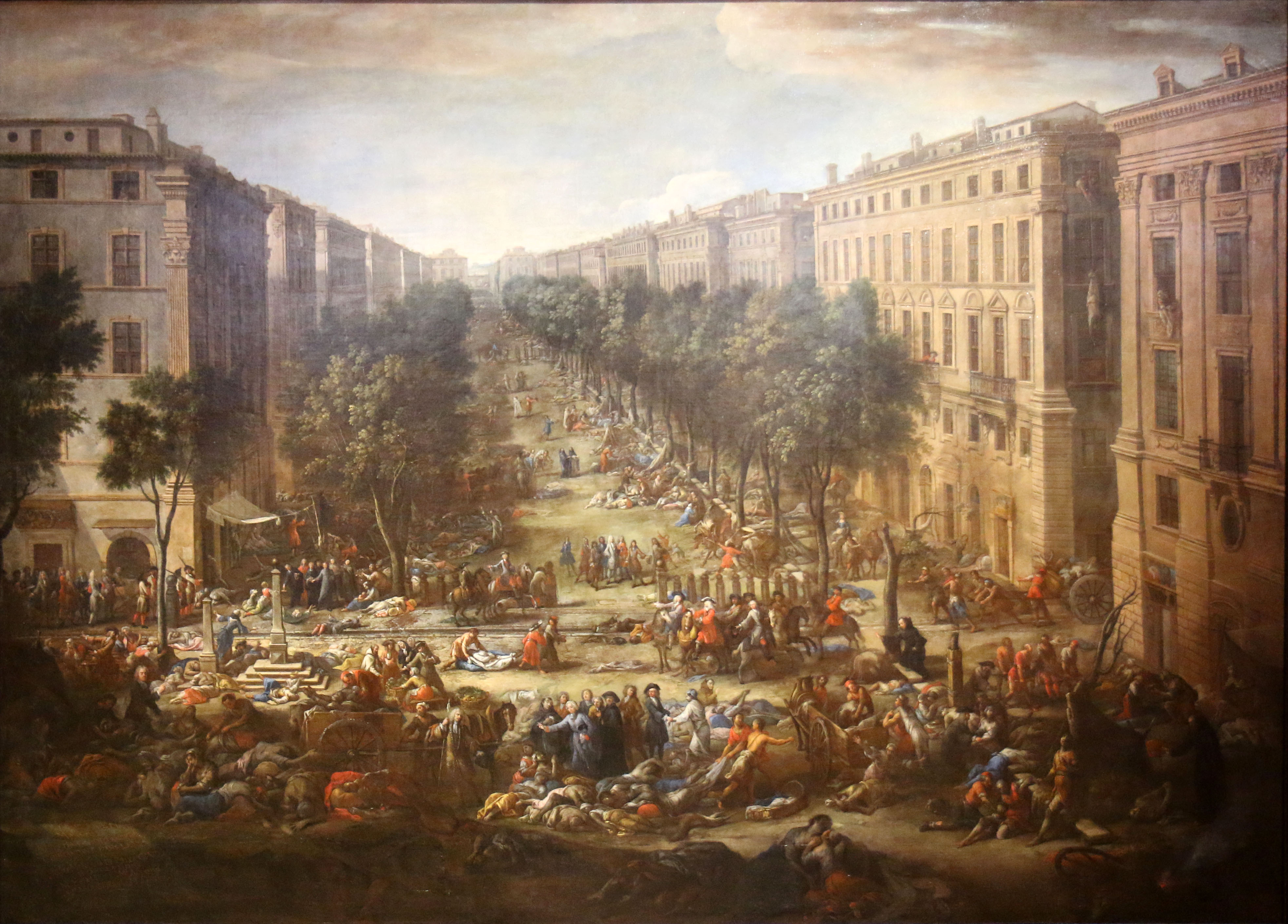
Vue du Cours pendant la peste de 1720, Michel Serre, 1721.
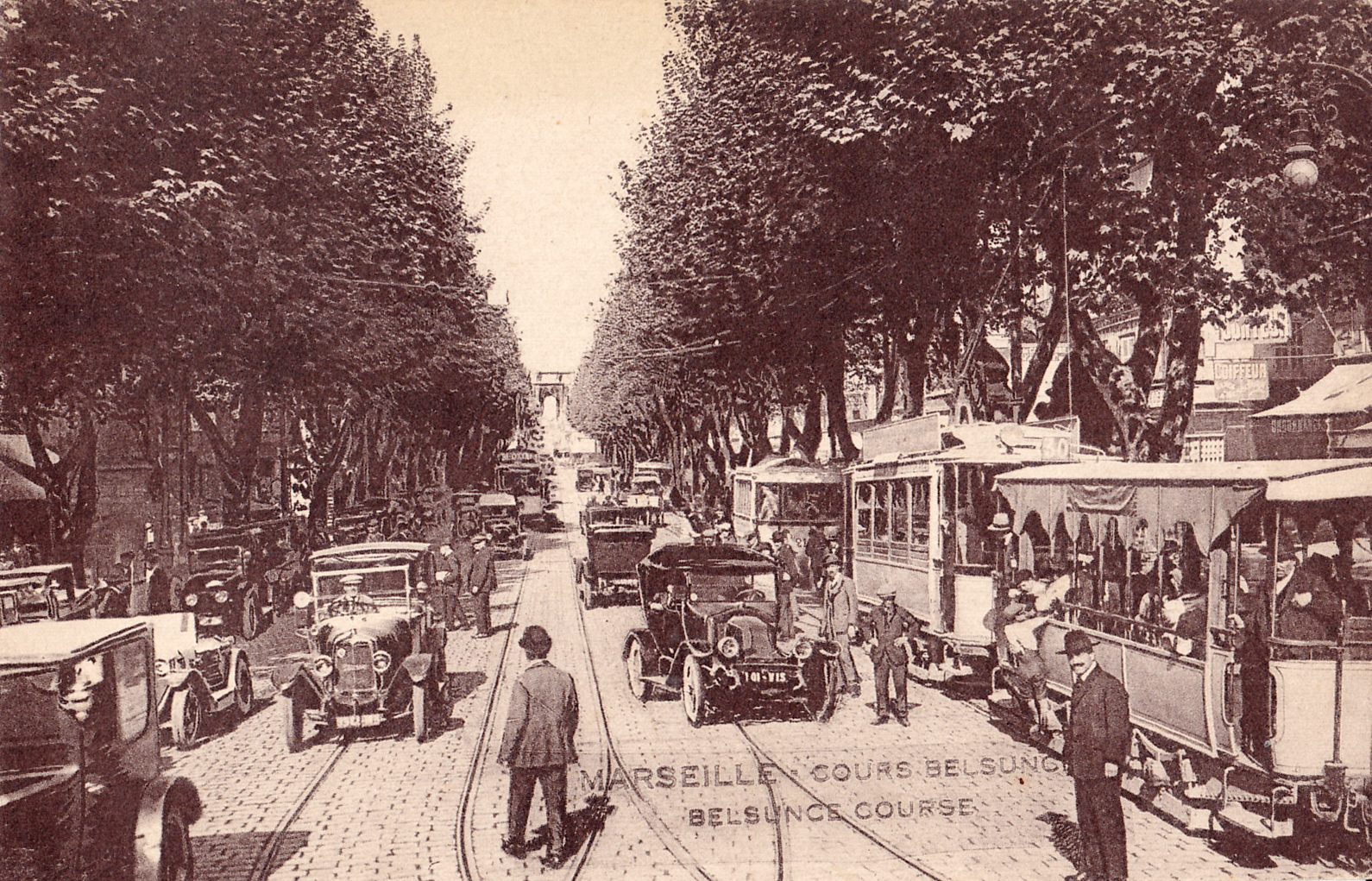
Ancienne photographie du Cours Belsunce.
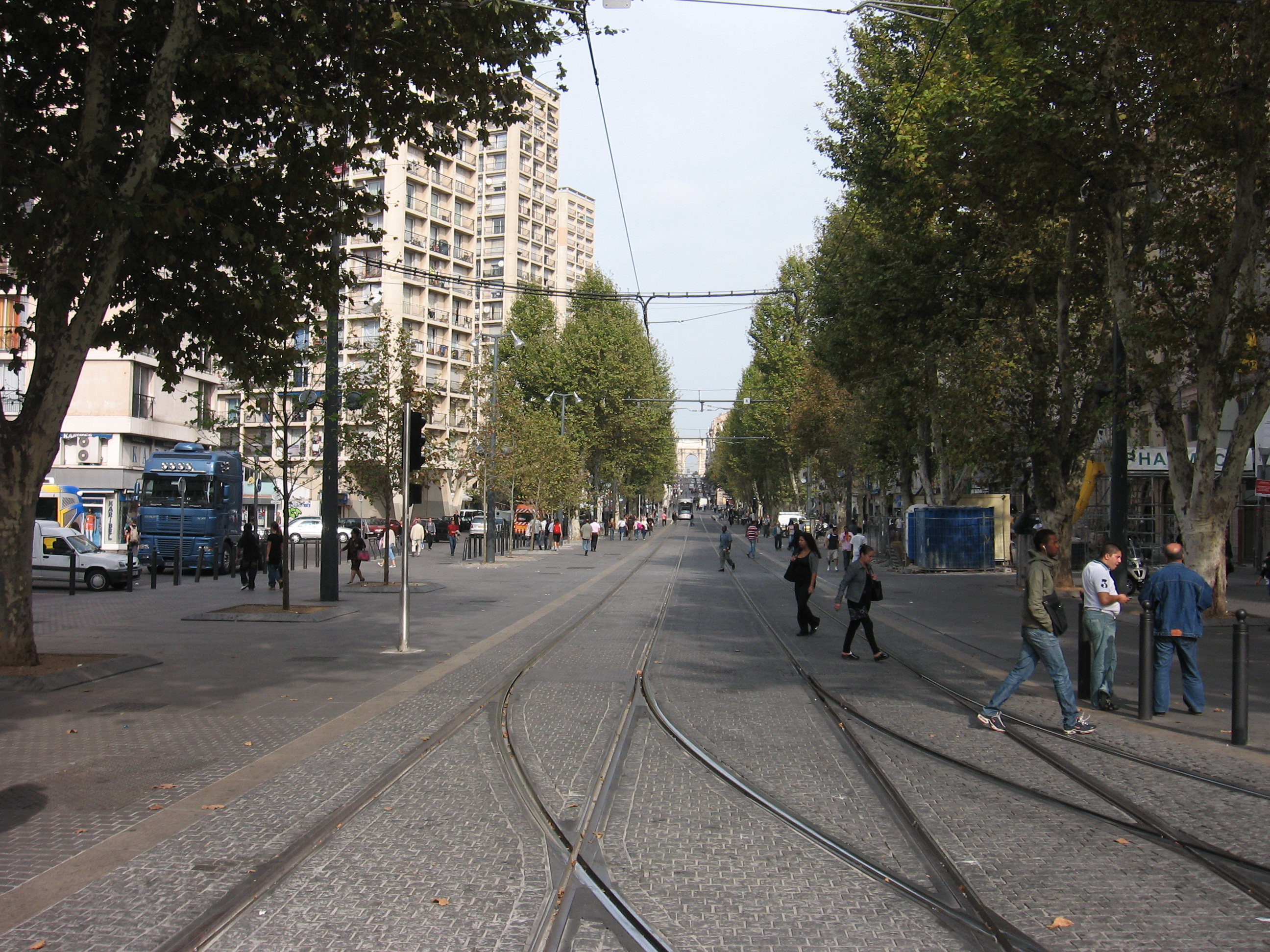
Le Cours Belsunce et les Tours Labourdette.
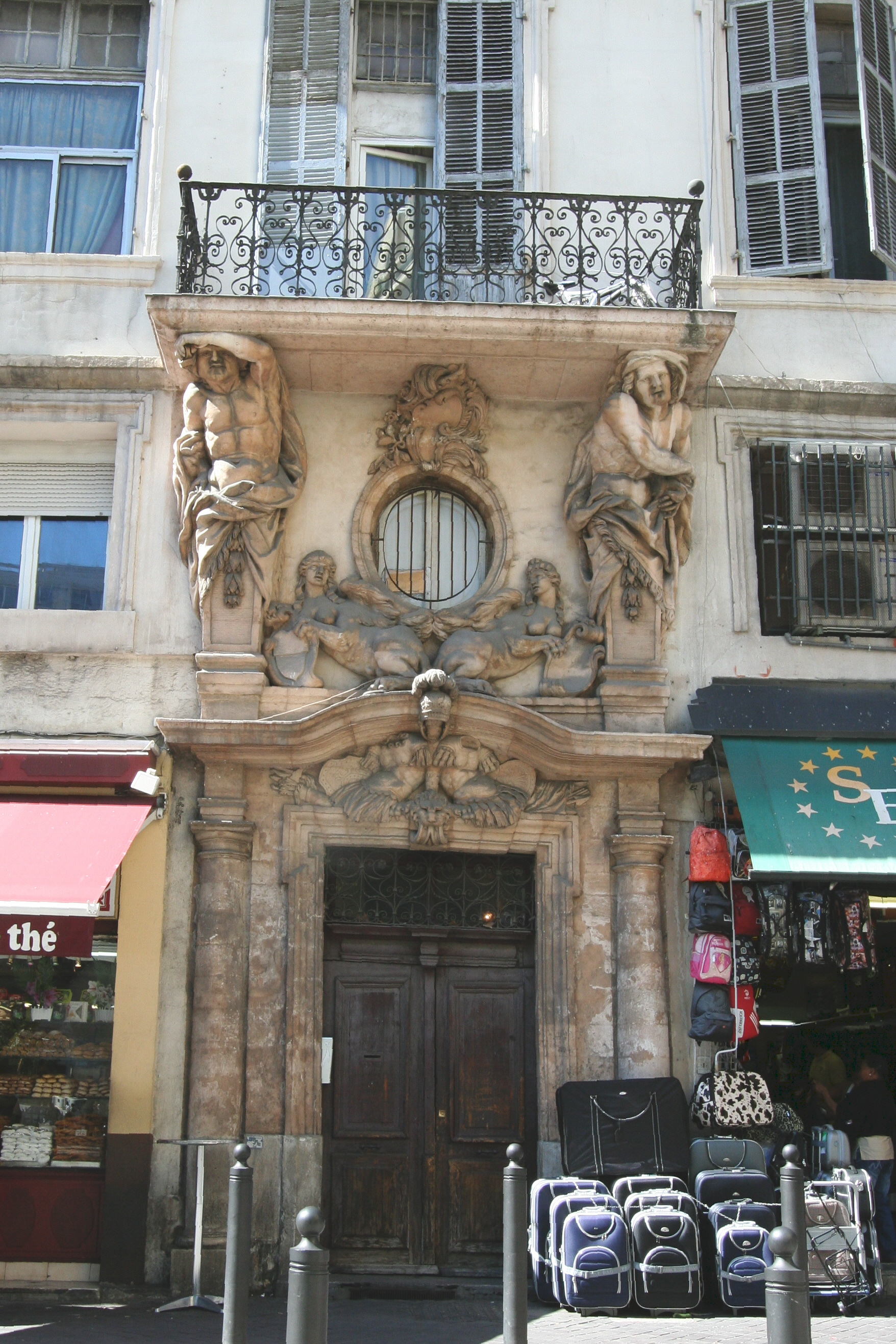
Hôtel particulier Pesciolini, XVIIe siècle.
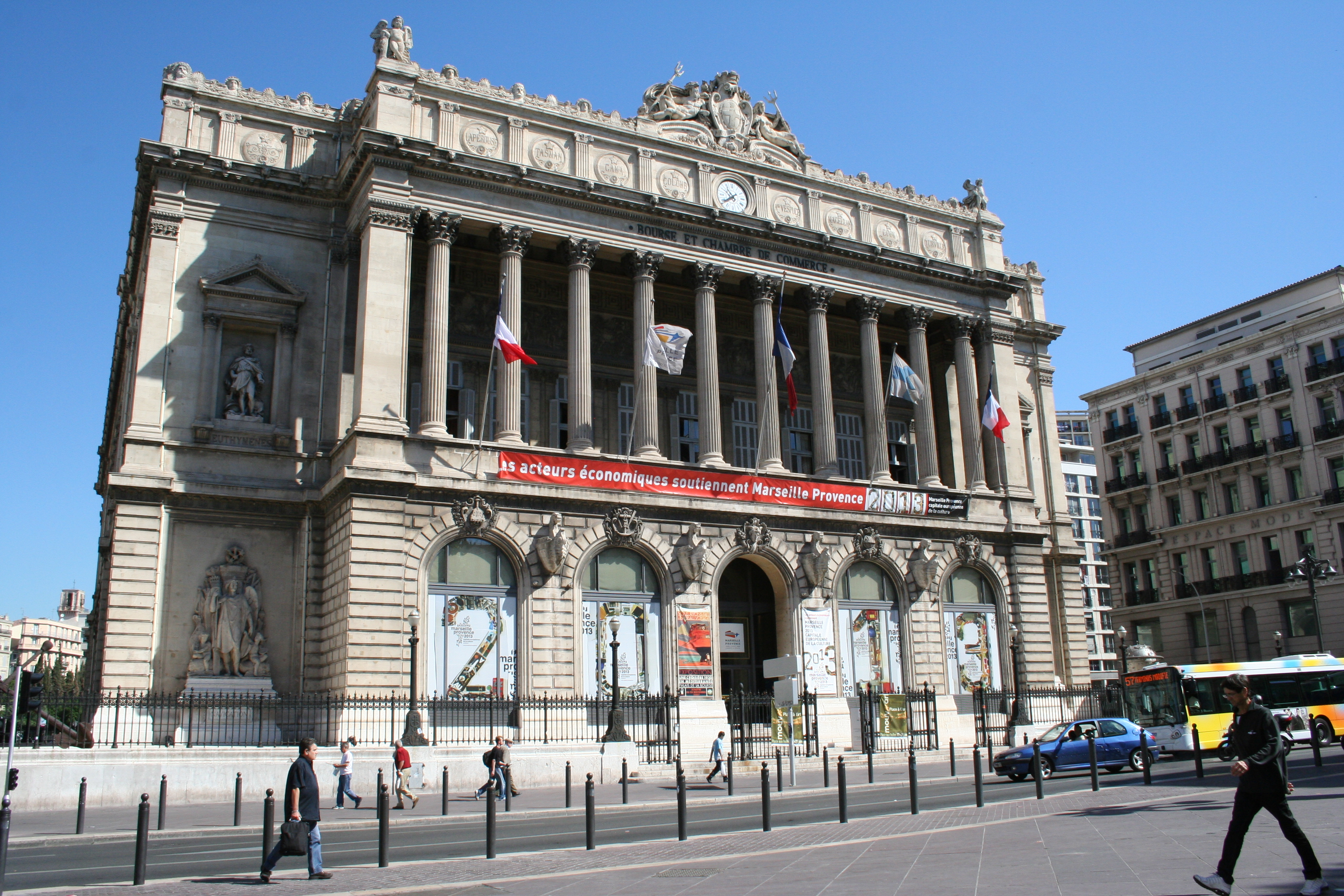
Le Palais de la Bourse.
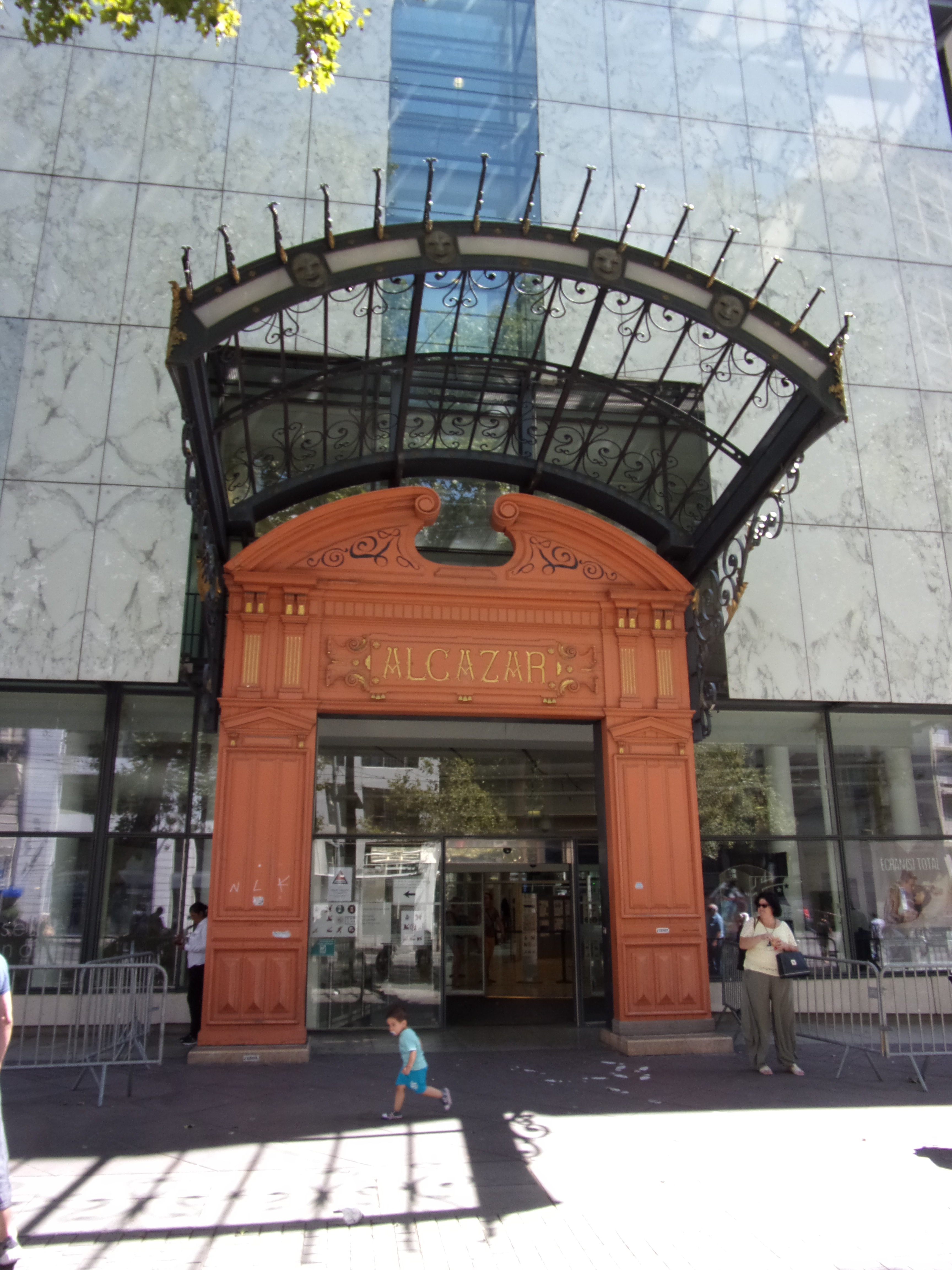
Façade de la bibliothèque de l'Alcazar.
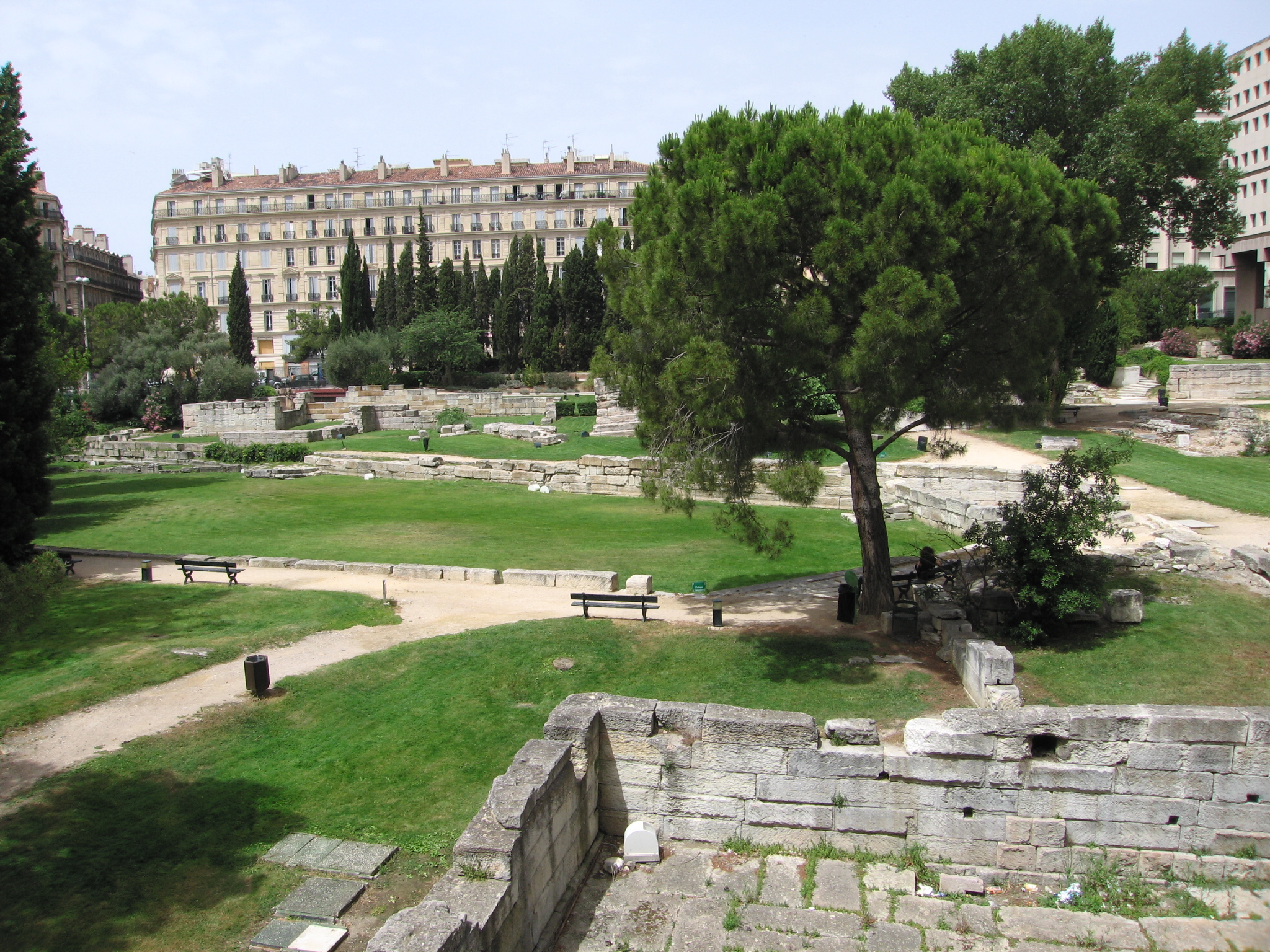
Le jardin des Vestiges.
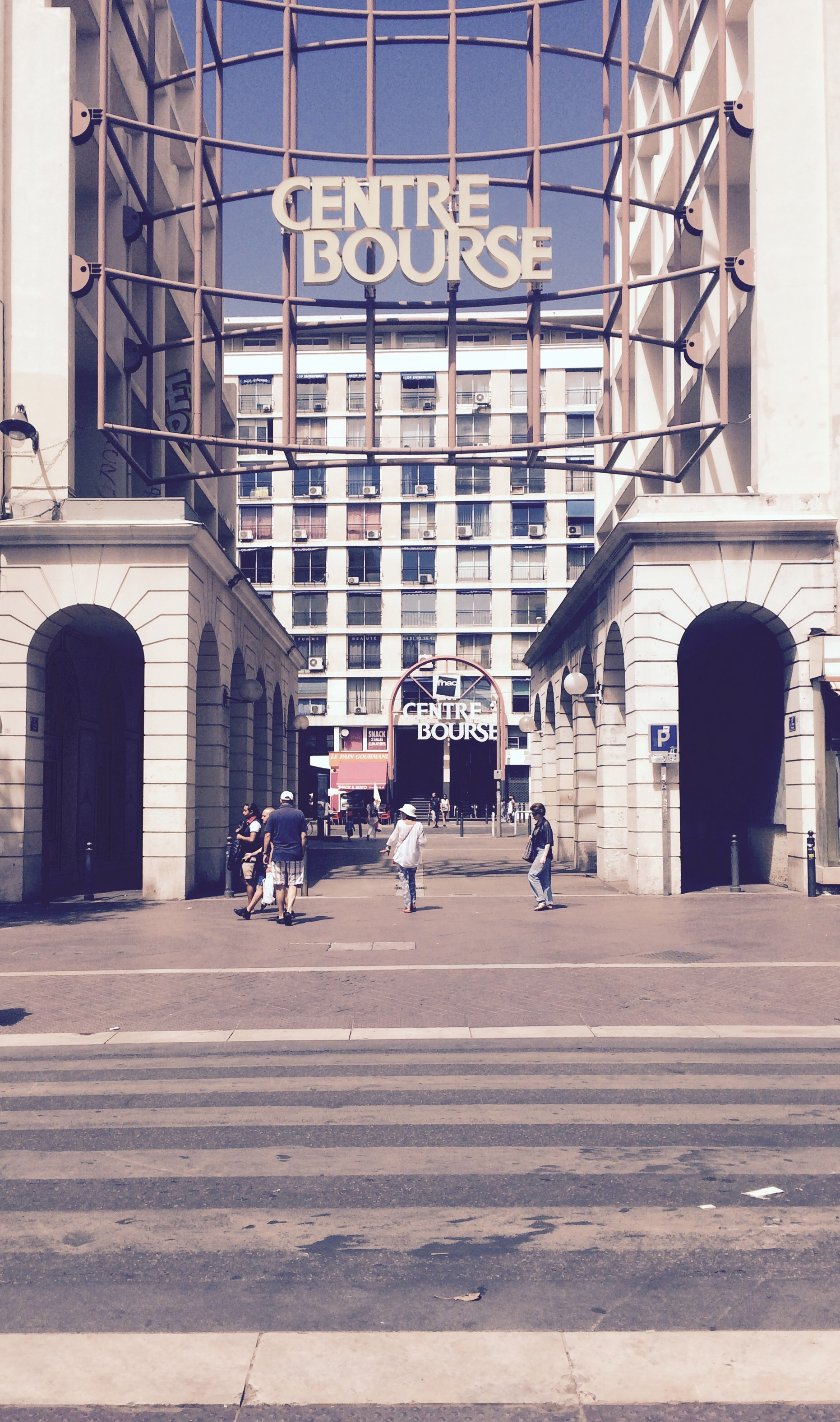
Entrée du Centre Bourse.
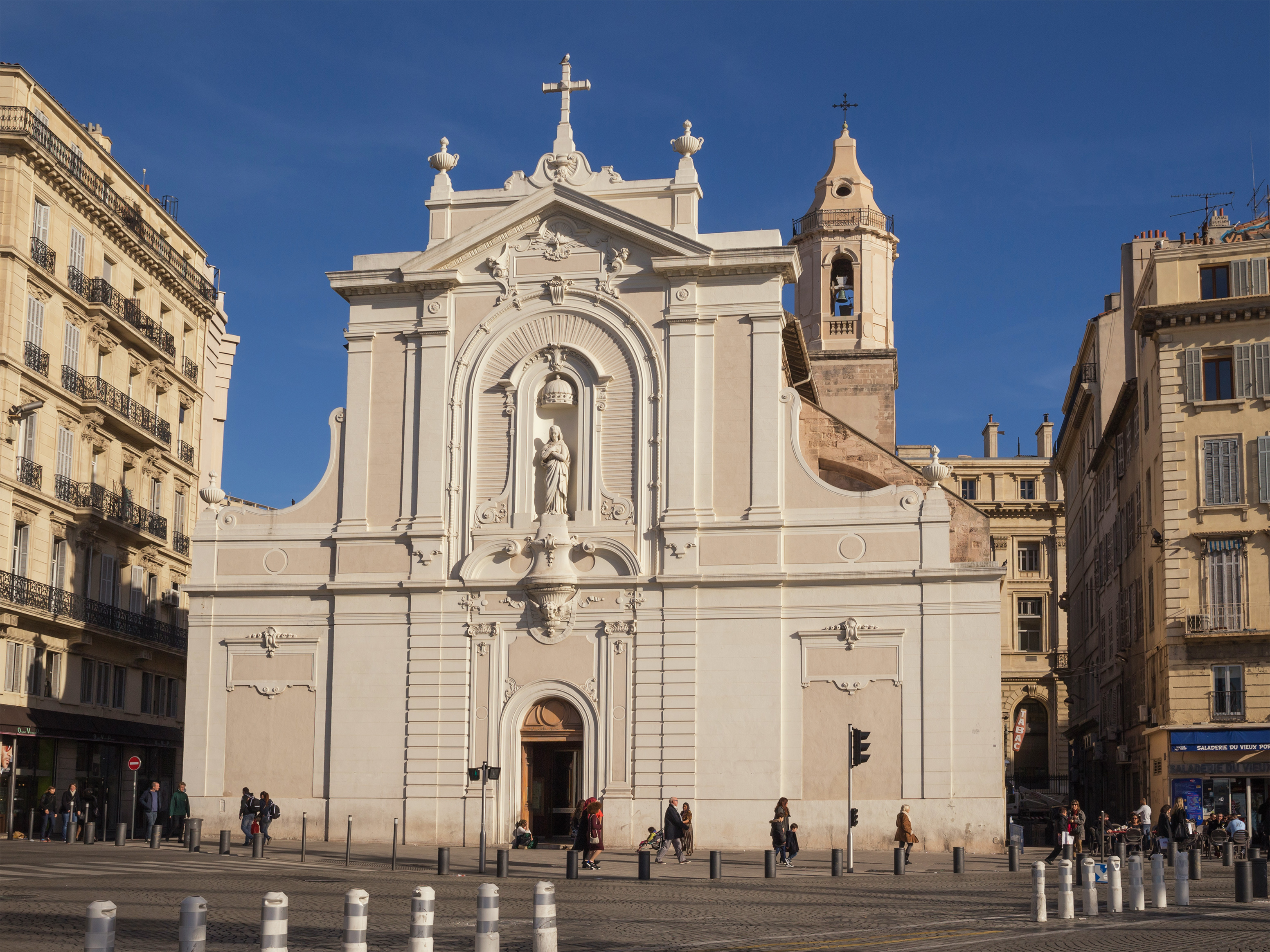
L'église Saint-Ferréol les Augustins.
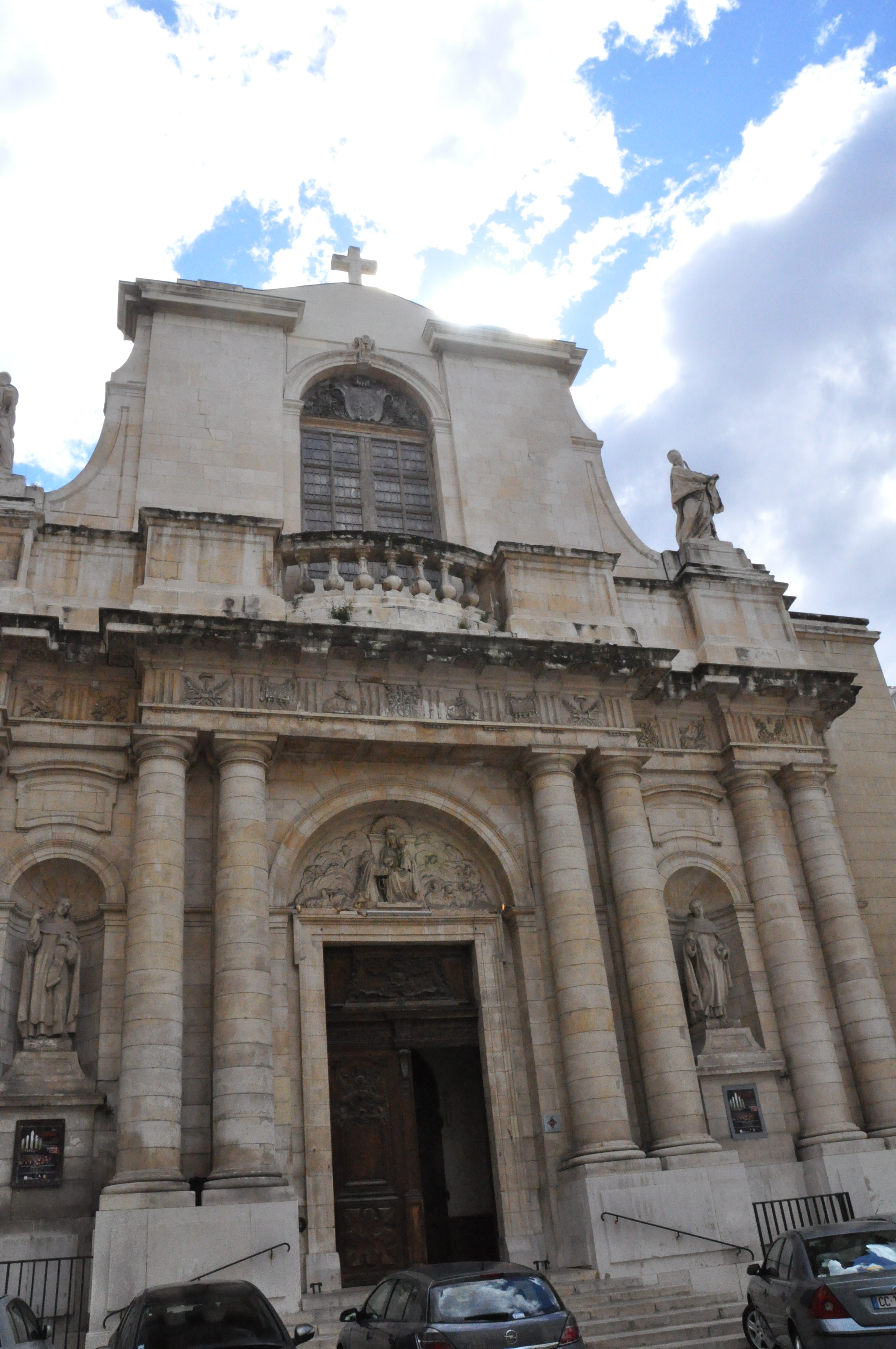
Église Saint-Cannat.
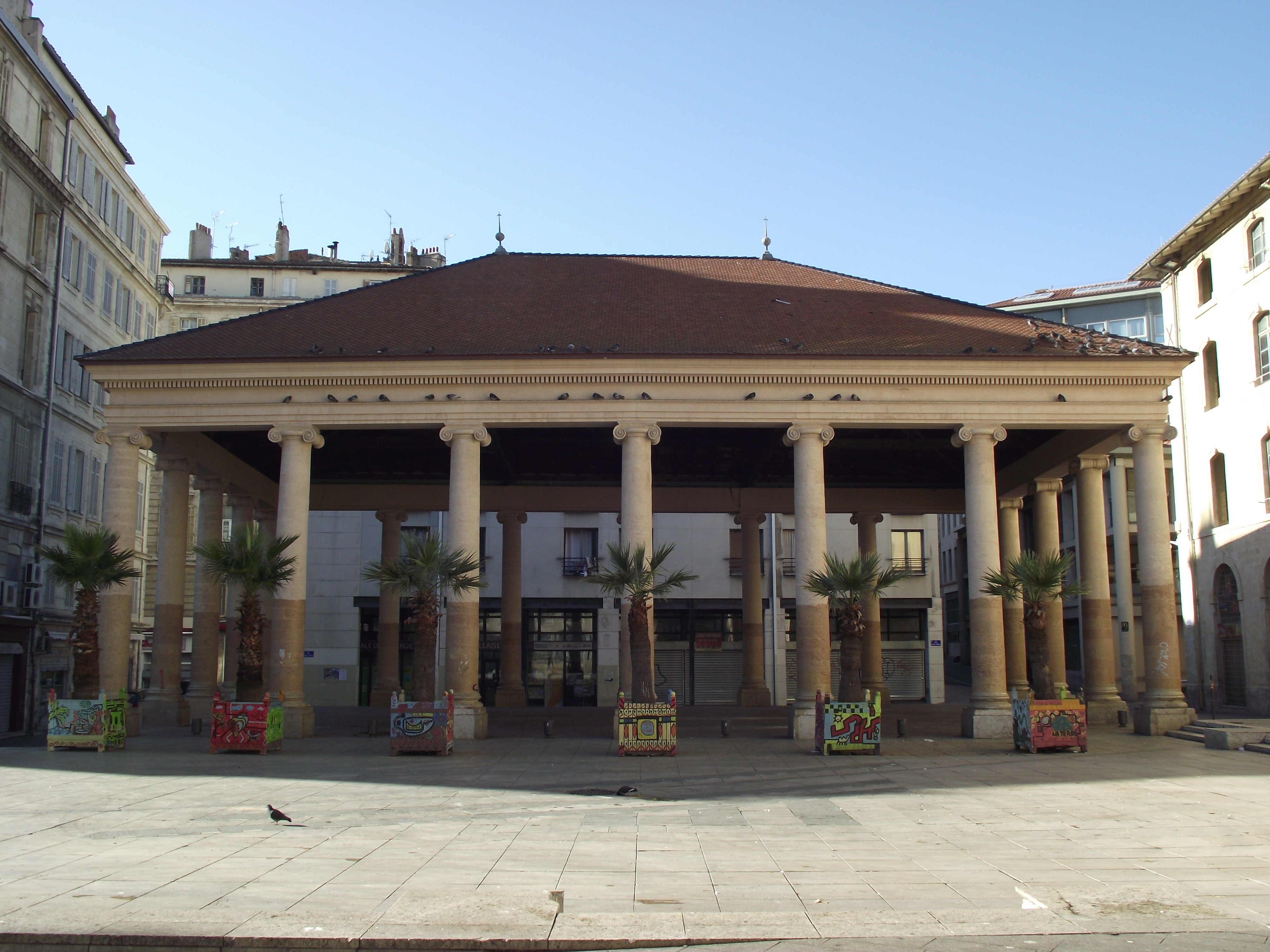
Halle Puget, 1666.